# ジェイソン・スミス (1986年生のバスケットボール選手)
ジェイソン・ビクター・スミス（Jason Victor Smith、1986年3月2日 - ）は、アメリカ合衆国コロラド州グリーリー出身のプロバスケットボール選手。NBAのニューオーリンズ・ペリカンズに所属している。

## 経歴
コロラド州立大学から2007年のNBAドラフトでフィラデルフィア・76ersから20位で指名されNBA入り。ルーキーシーズンは76試合に出場するも平均4.3得点とNBAでの適応に苦しみ、サミュエル・ダレンベアの後塵を拝した。2008年の夏の自主練習中に左膝の前十字靭帯を断裂。2008-09シーズンは全休となり、2009-10シーズンも奮わず、2010-11シーズン開幕前の大型トレードでニューオーリンズ・ホーネッツに放出された。
2011年オフに2年760万ドルで再契約。しかし、膝の怪我に苦しみ、欠場が多くなっていった。
2014年8月、ニューヨーク・ニックスと1年330万ドルで契約。苦しいチーム状況の中、自身初の全82試合フル出場を果たした。
2015年7月7日、オーランド・マジックに移籍した。
2016年7月7日、ワシントン・ウィザーズと3年1600万ドルで契約した。
2019年2月8日、ニューオーリンズ・ペリカンズ、デトロイト・ピストンズとの３チーム間トレードによりペリカンズに移籍した。

## プレースタイル
ディフェンスやリバウンドなど、裏方的なプレーをしっかりとこなすビッグマンである。ブロックショットはそれほど多くはない。オフェンスでの貢献度は限定的。全般的にキャリアを通じて怪我が多いのが難点となっている。